# Łukasz Górnicki
Łukasz Górnicki herbu Ogończyk (ur. 1527 w Oświęcimiu, zm. 22 lipca 1603 w Lipnikach pod Tykocinem) – polski humanista renesansowy, poeta, pisarz polityczny, tłumacz, sekretarz królewski Zygmunta Augusta (1559) i jego bibliotekarz, sekretarz Stefana Batorego, starosta niegrodowy tykociński (1571), starosta wasilkowski (1576), prebendarz dóbr duchownych (otrzymywał dochody z probostw wielickiego i kęckiego oraz kanonii kruszwickiej), wójt wasilkowski.

## Życiorys

### Młodość i studia
Urodził się w Oświęcimiu. Był synem ubogich mieszczan z Bochni Marcina Góry (tak też się pierwotnie i sam nazywał) i Anny Gąsiorkówny. Początkowe wykształcenie pobierał w rodzinnym mieście. Znaczącą rolę w życiu młodego Łukasza odegrał jego wuj Stanisław Gąsiorek zwany Anserinusem, znany bliżej jako Stanisław Kleryka (kleryk kaplicy królewskiej na Wawelu), autor polskich wierszy patriotycznych, poeta, kompozytor i dyrygent kapeli
Zygmunta Starego. Zaopiekował się on siostrzeńcem, sprowadził do Krakowa w 1538 r., doglądał jego studiów, potem dworskiej kariery, a w końcu uczynił swym spadkobiercą.
Wiadomości o studiach Górnickiego opierają się tylko na domniemaniu. Można więc domniemywać, że – podobnie jak jego starszy rodak z Oświęcimia Andrzej Patrycy Nidecki – uczęszczał do szkoły parafialnej św. Jana, gdzie dwaj wybitni filologowie Wojciech Nowopolczyk i Szymon Marycjusz nauczali łaciny oraz greki. W Krakowie musiał Górnicki spotkać się ze środowiskiem włoskim. W klasztorze franciszkanów wykładali w tym czasie Franciszek Lismanin i znany Włoch Marek de la Torre. Tak samo jak Nidecki, Górnicki nie zapisał się na Akademię Krakowską.

### Na dworze Zygmunta Augusta
Służba dworska Górnickiego trwała od lat młodzieńczych aż do zgonu. Około roku 1545 dostał się na zbudowany w latach 1505–1550 w Prądniku pod Krakowem dwór podkanclerzego koronnego, biskupa krakowskiego Samuela Maciejowskiego, wielkiego opiekuna literatury i nauki. Tam jako pisarz kancelaryjny był uczestnikiem życia mających spory zasób wiedzy dworzan. W 1548 r. udał się z misją Filipa Padniewskiego do Siedmiogrodu. Po zgonie Maciejowskiego w roku 1550 przebywał dwa lata także w Prądniku na dworze biskupa Andrzeja Zebrzydowskiego, który przejął już bardziej pałacyk niż dwór po Maciejowskim, a w roku 1552 przeszedł do kancelarii królewskiej i pracował pod kierunkiem podkanclerzego Jana Przerembskiego. Z nim razem w 1552 r. asystował królowi do Gdańska, Królewca i na Litwę. W rok potem uczestniczył w poselstwie Przerembskiego do Wiednia, z prośbą od króla o rękę Katarzyny Habsburżanki. W latach 1554–1556 rezydował na dworze królewskim, pełniąc obowiązki pisarza kancelarii koronnej.
W tym okresie otrzymał niższe święcenia duchowne (podobnie zresztą postąpił Jan Kochanowski) i na tej podstawie uzyskał kilka beneficjów kościelnych. 24 maja 1554 r. wuj Łukasza Stanisław sporządził testament na korzyść siostrzeńca; odstąpił mu probostwo w Wieliczce oraz kanonię w kolegiacie kruszwickiej, a w 1562 probostwo w Kętach. Górnicki nie pełnił osobiście czynności związanych z piastowanymi stanowiskami, lecz – ówczesnym zwyczajem – czerpał jedynie korzyści z dochodów owych beneficjów, w obowiązkach zaś wysługując się zastępcami. Zyskawszy w ten sposób większe środki finansowe, w 1557 r. udał się na dwa lata do Włoch, gdzie osiedlił się w Padwie i zajął studiami prawniczymi. Do kraju wrócił w lutym 1559 i chociaż nie uzyskał stopnia naukowego, otrzymał przynoszącą zaszczyt godność sekretarza tajnej kancelarii królewskiej, który to urząd w praktyce oddawano tylko wybitnym osobistościom. 23 listopada 1559 r. otrzymał nominację na bibliotekarza Zygmunta Augusta. Funkcję bibliotekarza pełnił prawie trzynaście lat, do roku 1572.

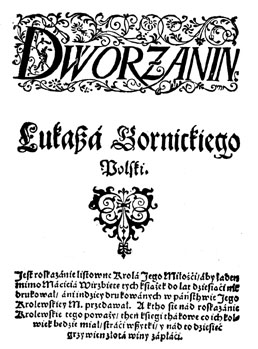
Strona tytułowa Dworzanina polskiego

Na dworze królewskim Górnicki spotykał się z dawnymi przyjaciółmi – z Janem Kochanowskim i mającym już wtedy duży rozgłos filozofem Andrzejem Patrycym Nideckim. W tym okresie poświęcił się pracy literackiej. W kręgu dworu królewskiego dał się wówczas poznać jako poeta, choć tych pierwszych utworów poetyckich nigdy nie wydał. Z inspiracji królewskiej podjął się Górnicki przeróbki literackiej zwierciadła arcydzieła humanisty włoskiego Baldassare Castiglione Il Cortegiano, napisanego w latach 1508–1524 (wyd. 1528), tłumaczonego na różne języki europejskie (przekład polski jest piątym z rzędu), nad którą trudził się przez kilka lat; od 1559 do połowy 1565 r. w Wilnie, gdzie początkowo była przeniesiona biblioteka królewska, a później w Tykocinie, dokąd bibliotekę przewieziono ostatecznie. Dworzanin polski, bo taki tytuł otrzymało dzieło Górnickiego, jest doskonałą adaptacją, dostosowaną do polskiej rzeczywistości utworu Castiglione, w którym miejsce dworu Guidobalda Montefeltro w Urbino zajął pałacyk prądnicki biskupa Samuela Maciejowskiego. 18 lipca 1565 r. w Tykocinie Górnicki podpisał dedykację Dworzanina królowi. Już w następnym roku Dworzanina wydrukował jeden z najlepszych drukarzy owych czasów – Maciej Wirzbięta.

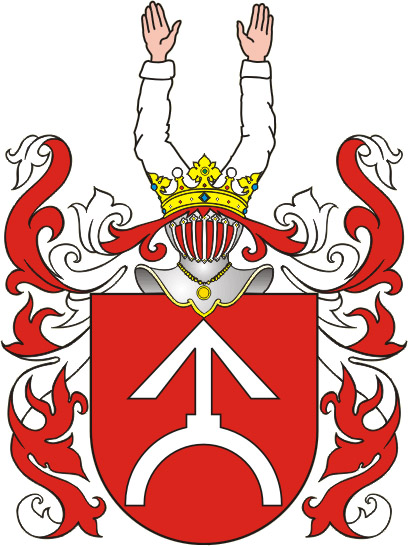
Herb Ogończyk nadany Górnickiemu podczas nobilitacji.

Górnicki zjednał sobie względy i przychylność Zygmunta Augusta, któremu zawdzięczał wiele korzyści, a przede wszystkim nobilitację, nadaną mu listem potwierdzającym w 1561 r. herb Ogończyk, którym się odtąd pieczętował, odcinając się od mieszczańskiego pochodzenia. Król zaopatrzył go w znaczne pobory dworskie. Górnicki został rewizorem w Tykocinie, a na przełomie lat 1571/1572 otrzymał starostwo tykocińskie utworzone po bezpotomnej śmierci ostatniego z rodu Gasztołdów, Stanisława (zm. 1542). Spadkobierczynią dochodów z tego starostwa była po zgonie brata Zygmunta Augusta (1572) do 1596 Anna Jagiellonka, z którą Górnicki utrzymywał korespondencję.

### Starosta tykociński
W Tykocinie, z dala od etykiety dworskiej, osiadł i zajął się dalszą pracą na polu literackim, m.in. tłumaczeniem jednego z najwybitniejszych sofistów Gorgiasza. Między rokiem 1574 a 1579 Górnicki ożenił się z młodszą o blisko 30 lat Barbarą Broniewską, córką Stanisława – koniuszego przemyskiego i starosty medyckiego.
Na stanowisku starosty Górnicki dał się poznać jako gnębiciel chłopów, stosujący metody ucisku pańszczyźnianego; dopuszczał się częstych zatargów w sprawach granicznych, danin, powinności pańszczyźnianych; brał udział w licznych procesach. Uciążliwy dla poddanych, nie cieszył się Górnicki uznaniem również wśród szlachty, a to głównie wskutek sporów w sprawach majątkowych. Niezadowolenie oraz wręcz wrogie nastawienie braci szlacheckiej przeciwko niemu znalazło ujście na zjeździe szlachty województwa podlaskiego w Brańsku w roku 1578, która uchwaliła „bronić się przed nim jak przed wrogiem ojczyzny”. Poza obowiązkami starościńskimi zajmował się też Górnicki gospodarką na roli, skrzętnie ją prowadząc, powiększał swój majątek; nabył wieś podlaską Tokowiska. Kłopoty, zatargi, skargi i procesy raz ze strony samego Górnickiego wszczynane, to znów przeciw niemu zwrócone, ciągnęły się aż do jego zgonu. W chwili śmierci posiadał 5 pozwów sądowych, przeważnie w sprawach majątkowych. Prace bibliotekarskie, nadzór nad skarbcem królewskim złożonym w Tykocinie, wreszcie obowiązki starosty wstrzymały na przeszło 20 lat prace literackie Górnickiego.
Górnicki miał szczególne względy u króla Stefana Batorego, podobnie jak wcześniej u Zygmunta Augusta; w 1576 r. przyjmował króla w Tykocinie, wtedy też za zasługi położone w służbie dyplomatycznej i publicznej otrzymał nadanie starostwa wasilkowskiego. W 1579 r. Batory powierzył mu misję przeprowadzenia wyboru posłów na sejm z województwa podlaskiego, podobną misję pełnił jeszcze na sejmiku w Brańsku.

### Ostatnie ćwierćwiecze
W latach 80. XVI w. spadały na Górnickiego ciężkie ciosy. Najpierw zmarł serdeczny przyjaciel Jan Kochanowski (1584), potem otoczony podziwem król Batory (1586), a w roku 1587 żona, zostawiając ośmioro dzieci, i Andrzej Patrycy Nidecki, osoba również mu bliska. Te silne wstrząsy były może powodem nawrotu do pracy literackiej. Filozofia stoicka, wyjątkowo mentorska, zbliżona do chrystianizmu, stała się wówczas dla Górnickiego szczególnie bliska. W 1589 r. u krakowskiego drukarza Łazarza Andrysowicza (Drukarnia Łazarzowa) ukazał się wierszowany przekład tragedii Trojanki (Troades) Seneki pod tytułem Troas, a w roku 1593 tegoż autora dostosowany do nowego przeznaczenia duży traktat Rzecz o dobrodziejstwach (De beneficiis). Tematem tego ostatniego utworu jest pojęcie dobrodziejstwa, które pisarz poddaje dokładnej analizie. W owym czasie przesłał także Górnicki Janowi Januszowskiemu swoje uwagi o ortografii polskiej wraz z projektem nowego alfabetu (całość zatytułowana Rozprawa o grafice). Wypowiedź na ten temat Górnickiego oraz Kochanowskiego – z dodatkiem własnych uwag – wydał Januszowski w 1594 r. pod tytułem Nowy karakter polski. Żal po zgonie żony wypowiedział autor w żałobnym wierszu przetykanym motywami Trenów Kochanowskiego. W roku 1594 Górnicki złożył urząd starosty tykocińskiego i wycofał się w zacisze domu w Lipnikach.
Tymczasem nastąpiła elekcja Zygmunta III Wazy. Po zgonie Batorego osłabł autorytet króla, wystąpiły groźne niedomagania co do wymiaru sprawiedliwości, ochrony życia i mienia obywateli. W takim nastroju pisał Górnicki swoje ostatnie prace literackie. Pisarz zajął się sprawami polityki i reformy państwa; powstały dwa utwory wybitnie politycznej treści: Rozmowa Polaka z Włochem o wolnościach i prawach polskich i Droga do zupełnej wolności. W pierwszym Polak jest wyrazicielem sarmackiej ideologii, Włoch odtwarza poglądy samego autora, odważnie krytykujące stosunki polskie, a zwłaszcza «złotą wolność», sądownictwo i wymiar sprawiedliwości. Droga do zupełnej wolności jest traktatem szkicującym zmiany ustrojowe, reformę najwyższych urzędów, sejmu, sądownictwa, skarbu i wojska, przy czym wzorem dla niektórych reform jest ustrój Rzeczypospolitej Weneckiej. Obie prace dotyczyły problemów reformy Rzeczypospolitej; autor wychodził z założenia, że najlepsza reforma nic nie da, jeśli ludzie nie będą do niej odpowiednio przygotowani. Pisarz kładł wielki nacisk na postawę etyczną pojedynczego obywatela. Jedną wersję Rozmowy wydał w 1616 r. przemyski pisarz grodzki Jędrzej Suski jako tekst własny. Skłoniło to synów Górnickiego do opublikowania w tym samym roku Rozmowy z podaniem rzeczywistego twórcy. Droga ukazała się dopiero w 1650 r. w Elblągu.
Między rokiem 1595 a 1603 napisał Górnicki ostatnią większą pracę Dzieje w Koronie polskiej […] od roku 1538 aż do roku 1572, wydaną przez synów w 1637 r. W Dziejach wykorzystał Kronikę polską Bielskiego i w formie cytatów oraz streszczeń przedstawił w porządku chronologicznym swoje czasy, a zwłaszcza życie na dworze Zygmunta Augusta. Nie wiadomo jednak, czy Górnicki odwoływał się do Kroniki polskiej Marcina Bielskiego (wyd. 1567), czy też do jej nowego opracowania z uzupełnieniami jego syna Joachima (wyd. 1597). Odwołując się do Bielskiego oraz do własnej pamięci, autor przypomniał fakty różnej natury i rangi. Wystąpił w roli nie tyle historyka skrupulatnie analizującego bieg dziejów, ile świadka zdarzeń („ja tylko to piszę, com widział abo czegom miał wiadomość dostateczną”). Własnym sumptem wydał jeszcze w 1598 r. żartobliwy drobiazg Raczył, w którym kpił z nadużywania słowa „raczył” w słowie żywym i pisanym. Natomiast już pośmiertnie w 1624 r. została wydana Rozmowa złodzieja z czartem (Demon Socratis) napisana na modłę dialogów platońskich.
Łukasz Górnicki zmarł w Lipnikach pod Tykocinem 22 lipca 1603 r., pochowany został w Tykocinie w kościele tamtejszych bernardynów zbudowanym na wyspie Narwi, wcześnie zrujnowanym.

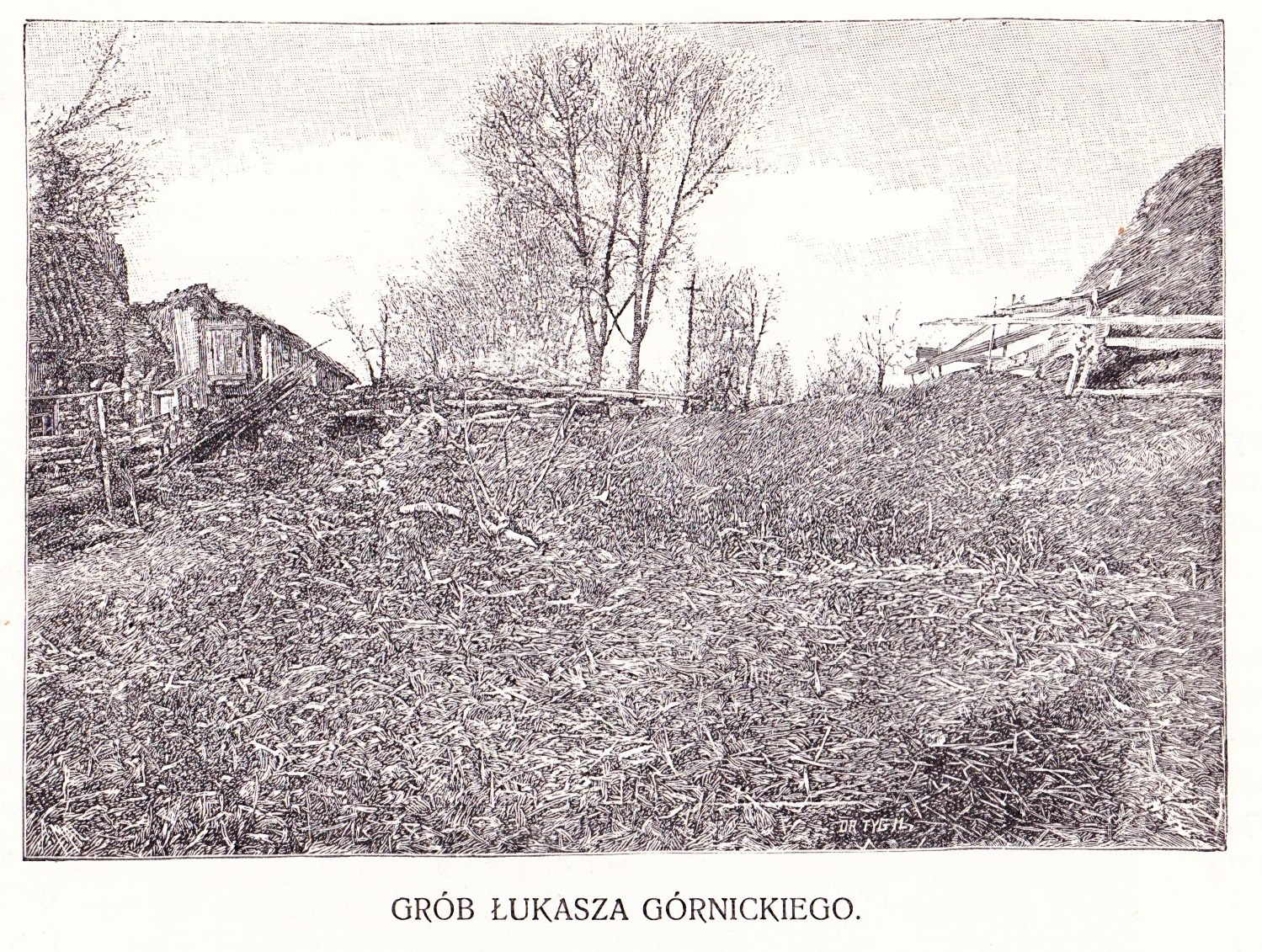
Grób Łukasza Górnickiego (1903 r.)

W dziejach staropolskiego życia literackiego zajmuje Górnicki czołowe miejsce jako tłumacz nowoczesnego, renesansowego arcydzieła, jako jeden z najświetniejszych stylistów i miłośników języka polskiego.

## Upamiętnienie

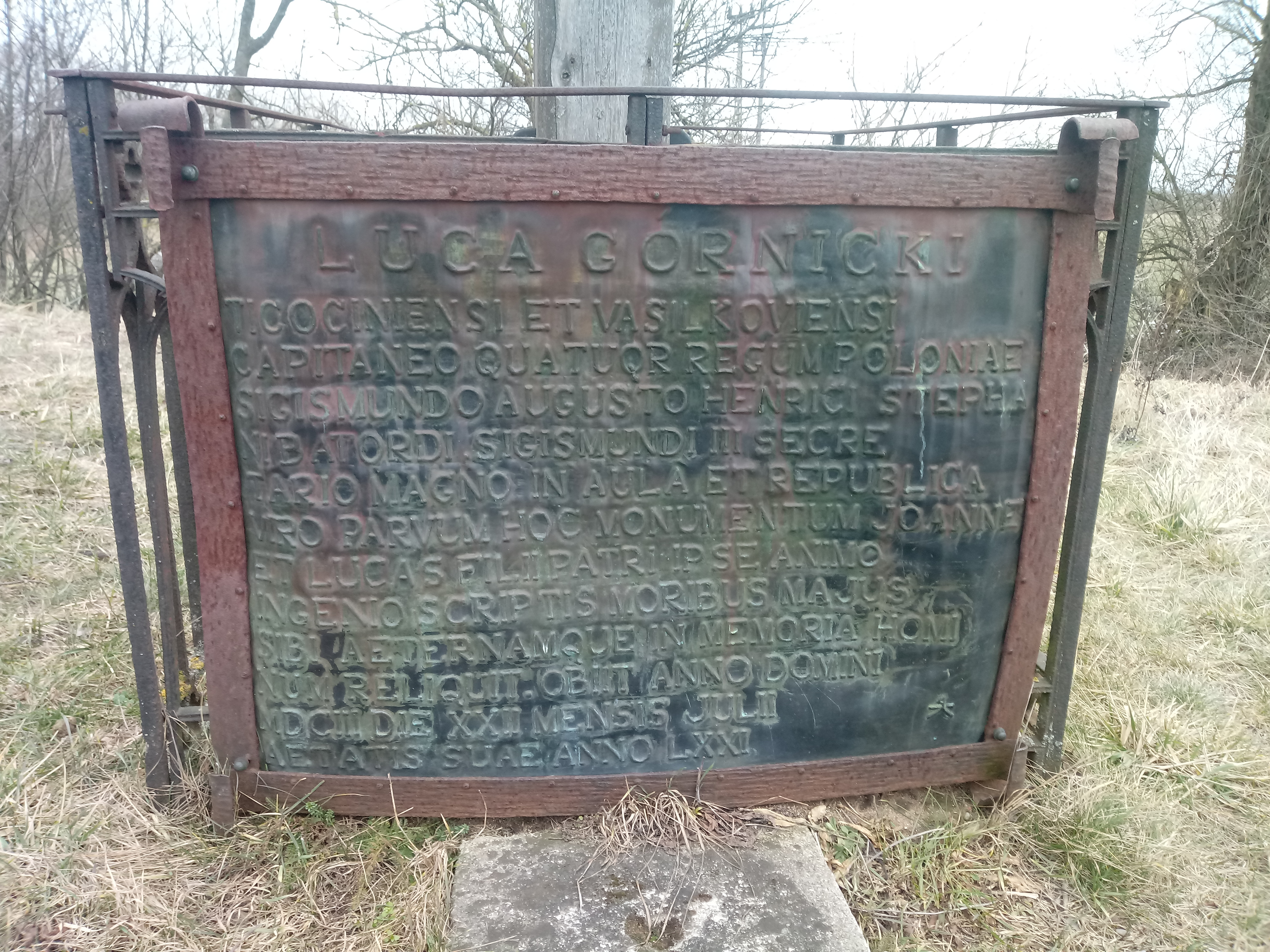
Grób Łukasza Górnickiego w Tykocinie (2019 r.)

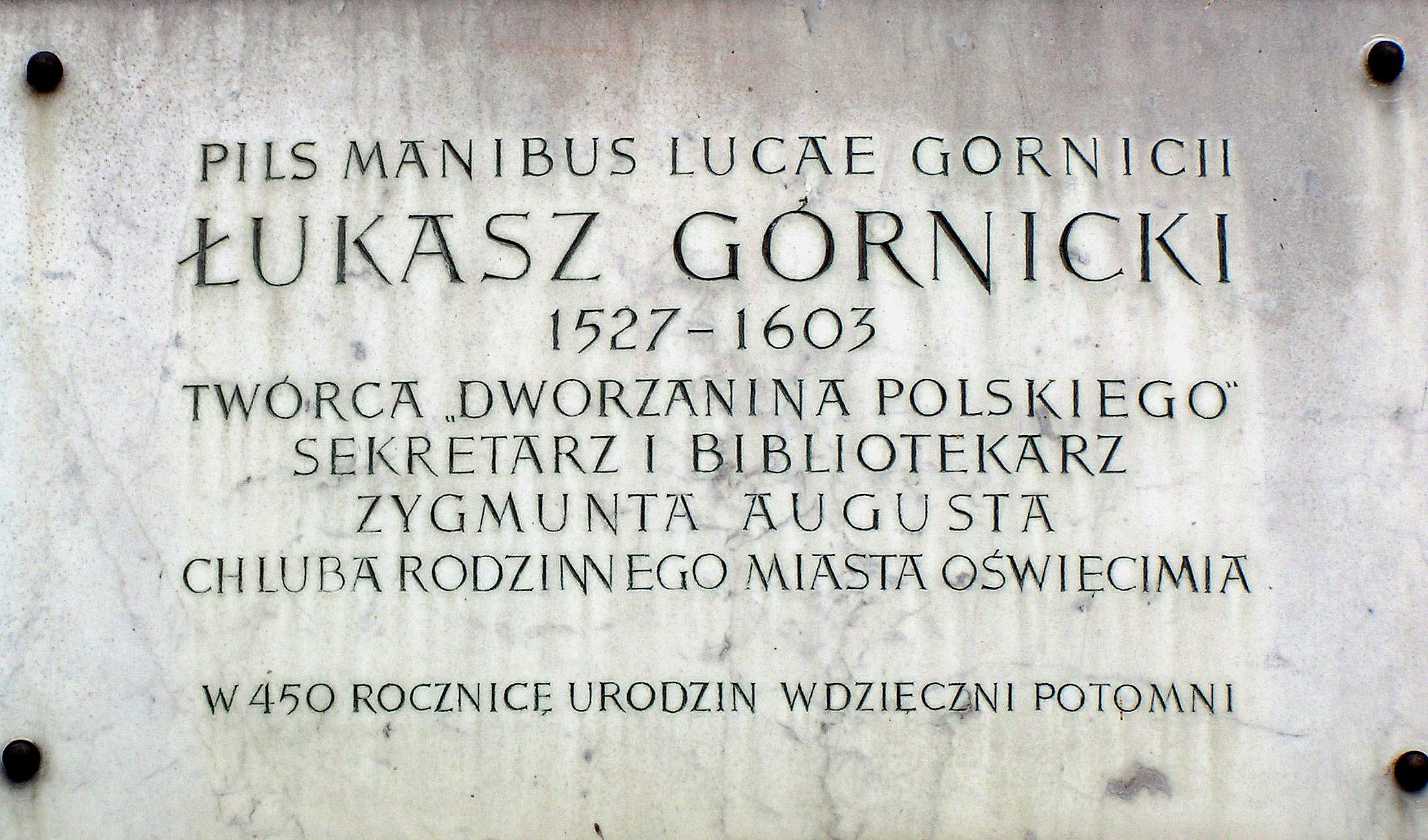
Tablica pamiątkowa na Rynku Głównym w Oświęcimiu

W Tykocinie przy wyjeździe na Tatary po prawej stronie drogi w okolicach zamku stoi krzyż ufundowany przez synów Łukasza Górnickiego z tekstem łacińskim na tablicy u jego stóp. Na krzyżu wysoko umieszczono tabliczkę z tłumaczeniem tekstu:
„ŁUKASZOWI GÓRNICKIEMU/ TYKOCIŃSKIEMU I WASILKOWSKIEMU STAROŚCIE / CZTERECH KRÓLÓW POLSKI ZYGMUNTA AUGUSTA,/ HENRYKA, STEFANA BATOREGO,/ ZYGMUNTA III, SEKRETARZOWI / WIELKIEMU NA DWORZE I W RZECZYPOSPOLITEJ MĘŻOWI,/ MAŁY TEN POMNIK JAN I ŁUKASZ SYNOWIE OJCU (POSTAWILI). / ON SAM DUCHEM, UMYSŁEM, PISMAMI I OBYCZAJAMI WIĘKSZĄ SOBIE I WIECZNĄ PAMIĘĆ U LUDZI ZOSTAWIA. / ZMARŁ ROKU PAŃSKIEGO 1603 DNIA 22 MIESIĄCA LIPCA WIEKU SWEGO 71 LAT” (tłumaczenie epitafium z języka łacińskiego).
W 1977 r. na kamienicy pod nr 2 w Rynku Głównym w Oświęcimiu została odsłonięta tablica pamiątkowa poświęcona Górnickiemu następującej treści:
PILS MANIBUS LUCAE GORNICII / ŁUKASZ GÓRNICKI /1527-1603 / TWÓRCA „DWORZANINA POLSKIEGO” / SEKRETARZ I BIBLIOTEKARZ / ZYGMUNTA AUGUSTA / CHLUBA RODZINNEGO MIASTA OŚWIĘCIMIA / W 450 ROCZNICĘ URODZIN WDZIĘCZNI POTOMNI
Łukasz Górnicki jest patronem m.in. Miejskiej Biblioteki Publicznej w Oświęcimiu, Miejskiego Gimnazjum nr 2 w Oświęcimiu i Książnicy Podlaskiej w Białymstoku.

## Dzieła
- Rozmowa O Elekcyey, o Wolności, o Prawie y obyczaiach Polskich Podczas Electiey Krola Iego Mci Zygmunta III czyniona (...), Kraków 1616.
- Unterredung von der Wahl, Freyheit, Gesetzen und Sitten der Pohlen (...), Breslau und Leipzig [Wrocław, Lipsk] 1753.
- Lucas Gornicki, Starosten von Tykocin und Wasilkow, Unterredung von der Wahl, Freyheit, Gesetzen und Sitten der Pohlen, zur Zeit der Wahl Sigismund des Dritten verfertiget und ohnlängst nach verbesserter alten pohlnischen Schreibart aufs neue herausgegeben durch J.Z.R.K. Nunmehro (...) ins Deutsche übersetzet und mit (...) dem Leben des Auctoris versehen von Christian Gottlieb Friesen, Breslau [Wrocław] 1762.
- Clarissimi Viri Lucae Gornickij (...) Actio Adversus Demetrium Et Pro Demetrio, Latine Versa (...) = Sławnego Męża Łukasza Gornickiego (…) Sprawa Przeciw Dymitrowi Y Za Dymitrem, [Wilno] 1788.
- Rozmowa o Elekcyi, o Wolności, o Prawie, y obyczaiach Polskich. Podczas Elekcyi Króla Jego Mći Zygmunta III czyniona. Pisana przez Łukasza Gornickiego (…). Teraz nowo wydana y w stylu Staro-Polskim nieco poprawiona przez J. Z. R. K., Warszawa 1750-1795.
- Nowy Karakter Polski Z Drukarnie Lazarzowey: Y Orthographia Polska: Iana Kochanowskiego, (…) Lukasza Gornickie(go), (…) Iana Ianuszowskiego, Kraków 1594. (napisana wspólnie z Janem Kochanowskim i Janem Januszowskim)

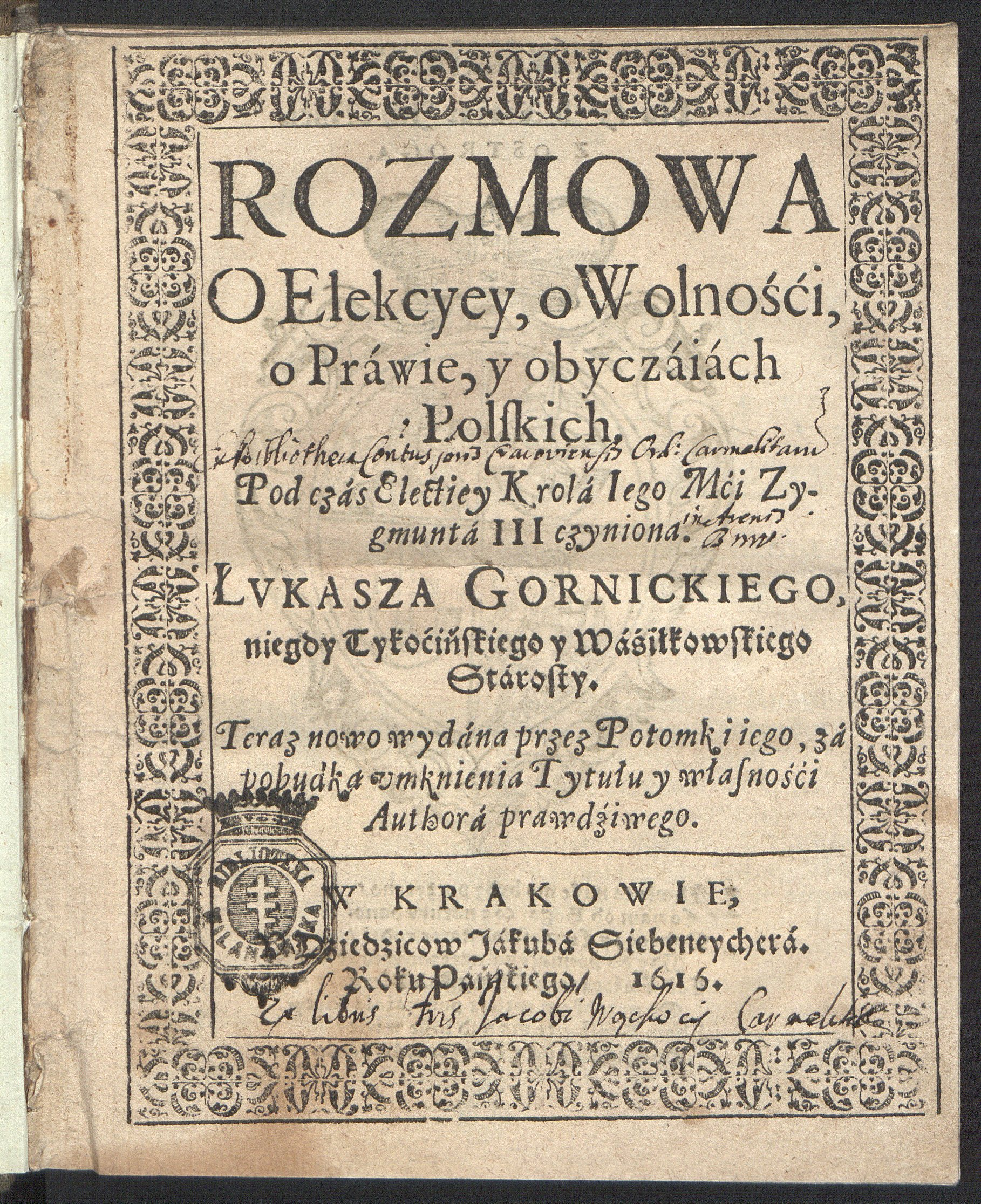
Rozmowa o elekcyjej (wyd. 1616)
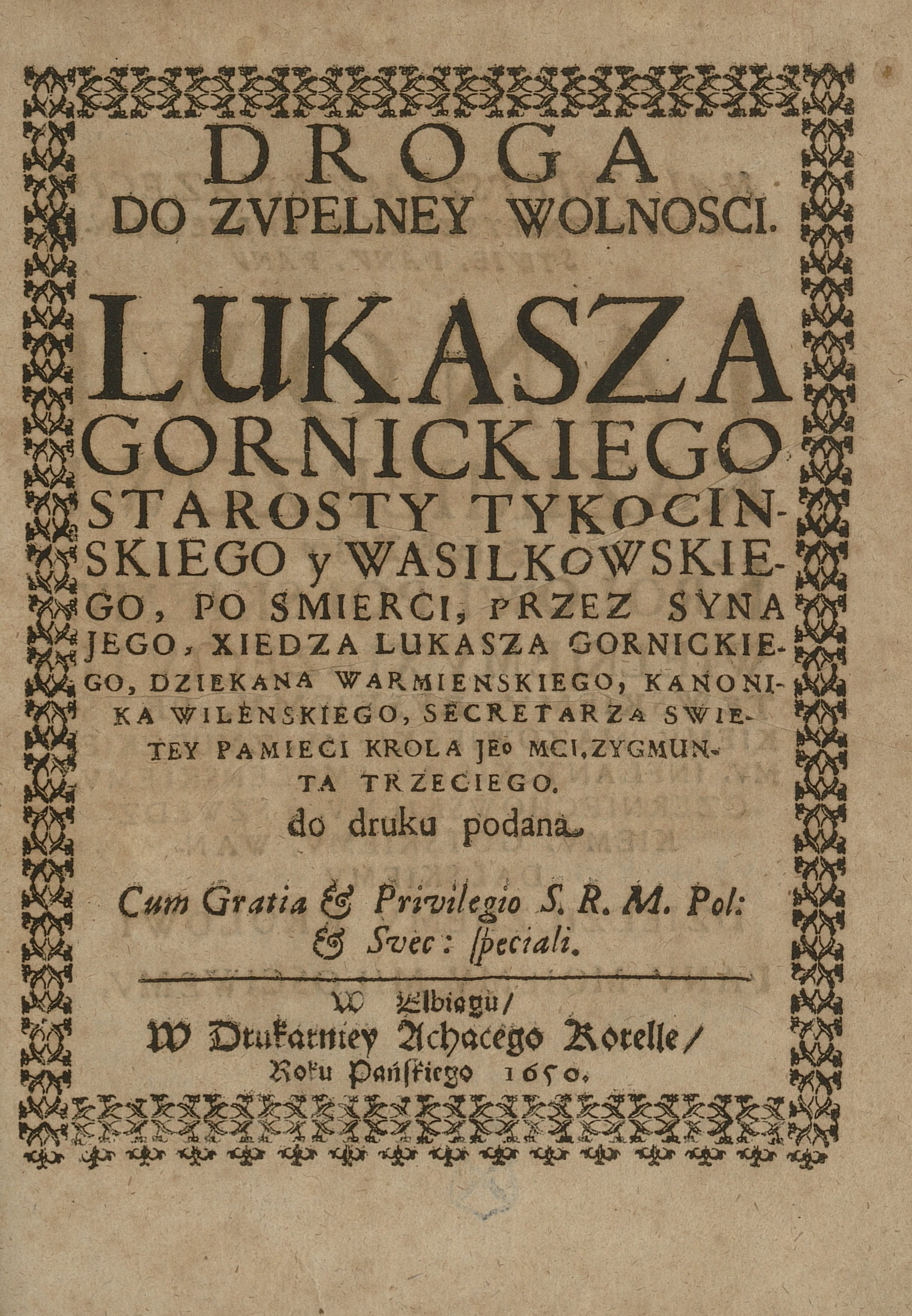
Droga do zupełnej wolności (wyd. 1650)
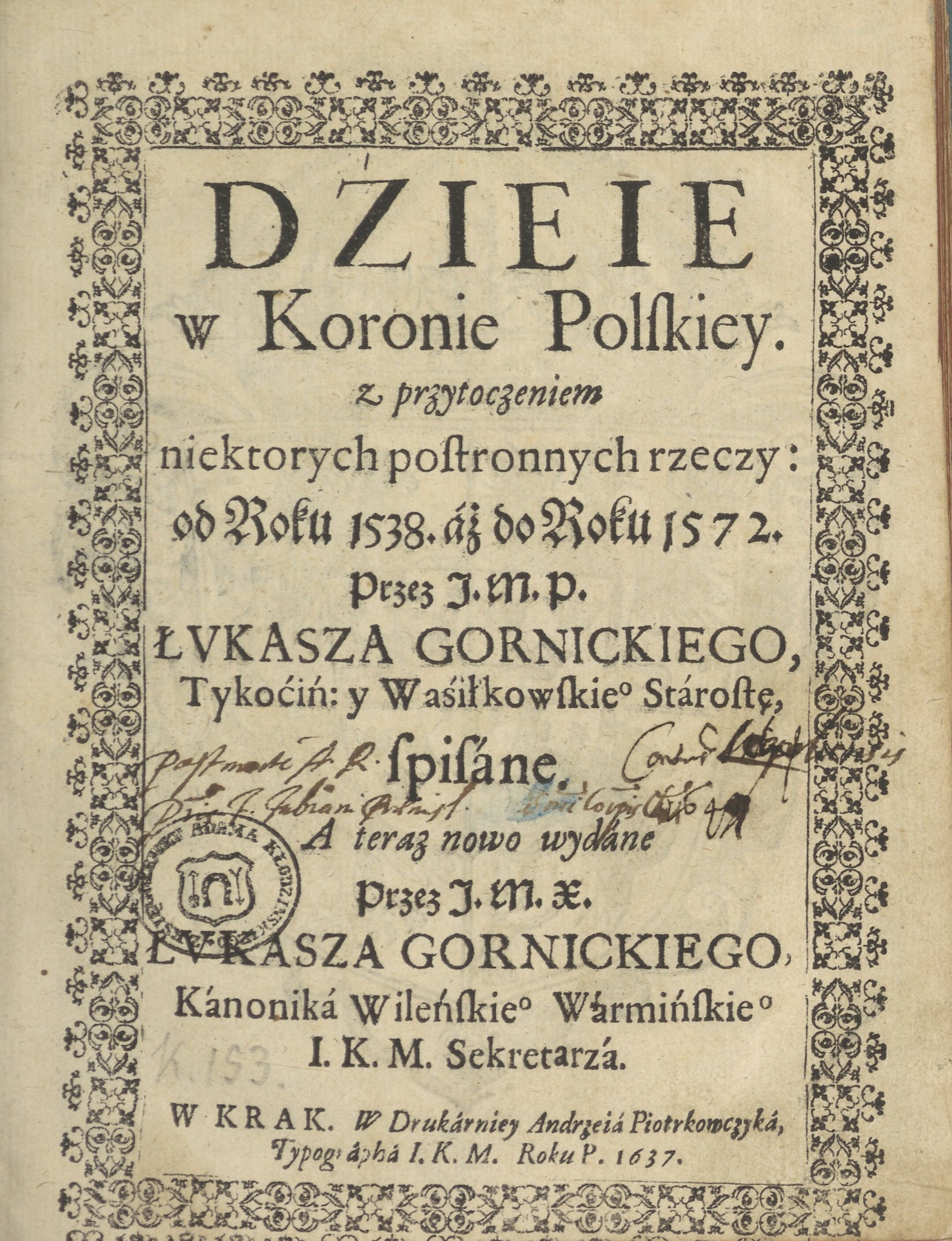
Dzieje w Koronie Polskiej (wyd. po 1637)
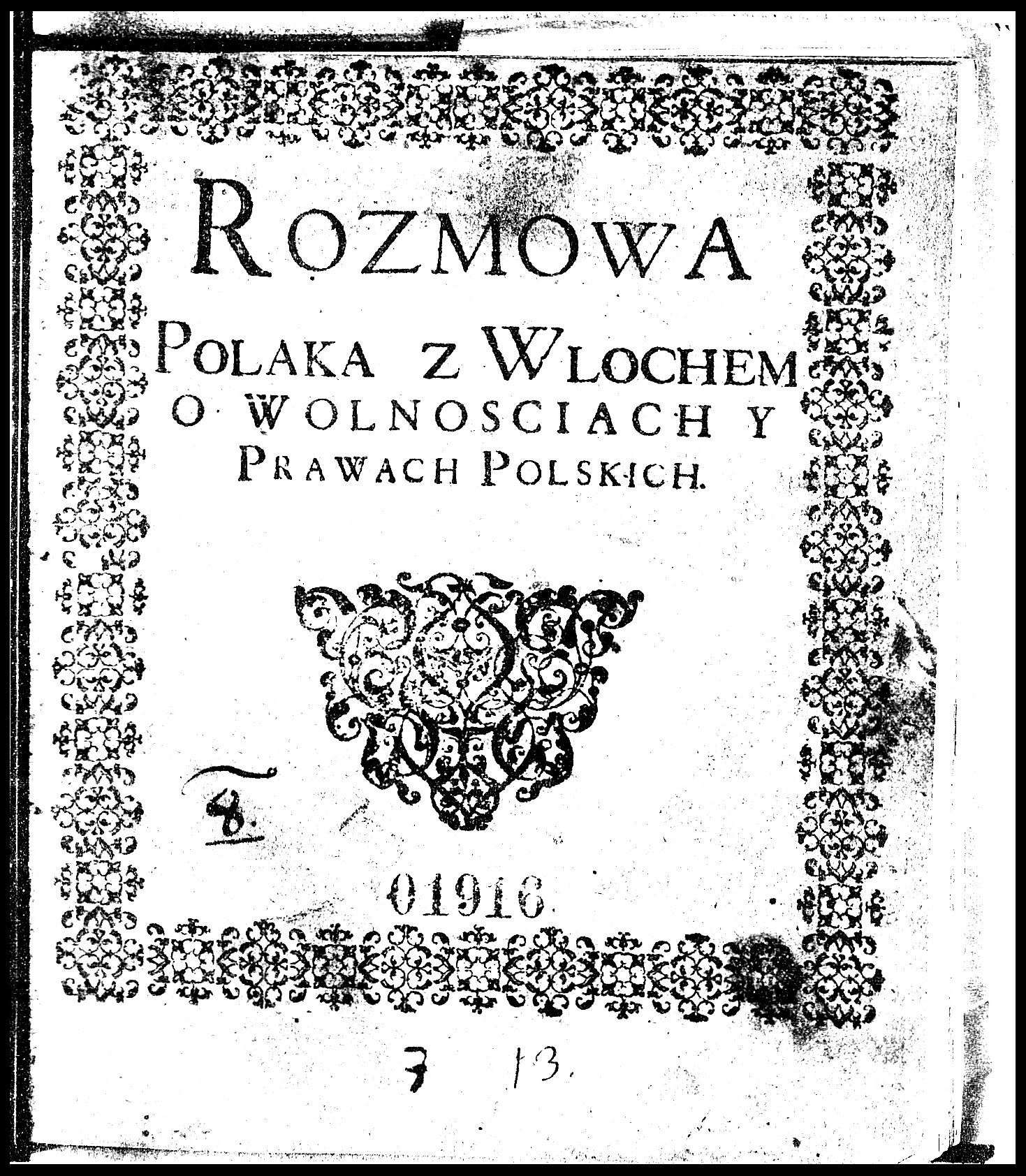
Rozmowa Polaka z Włochem (wyd. ok. 1616)
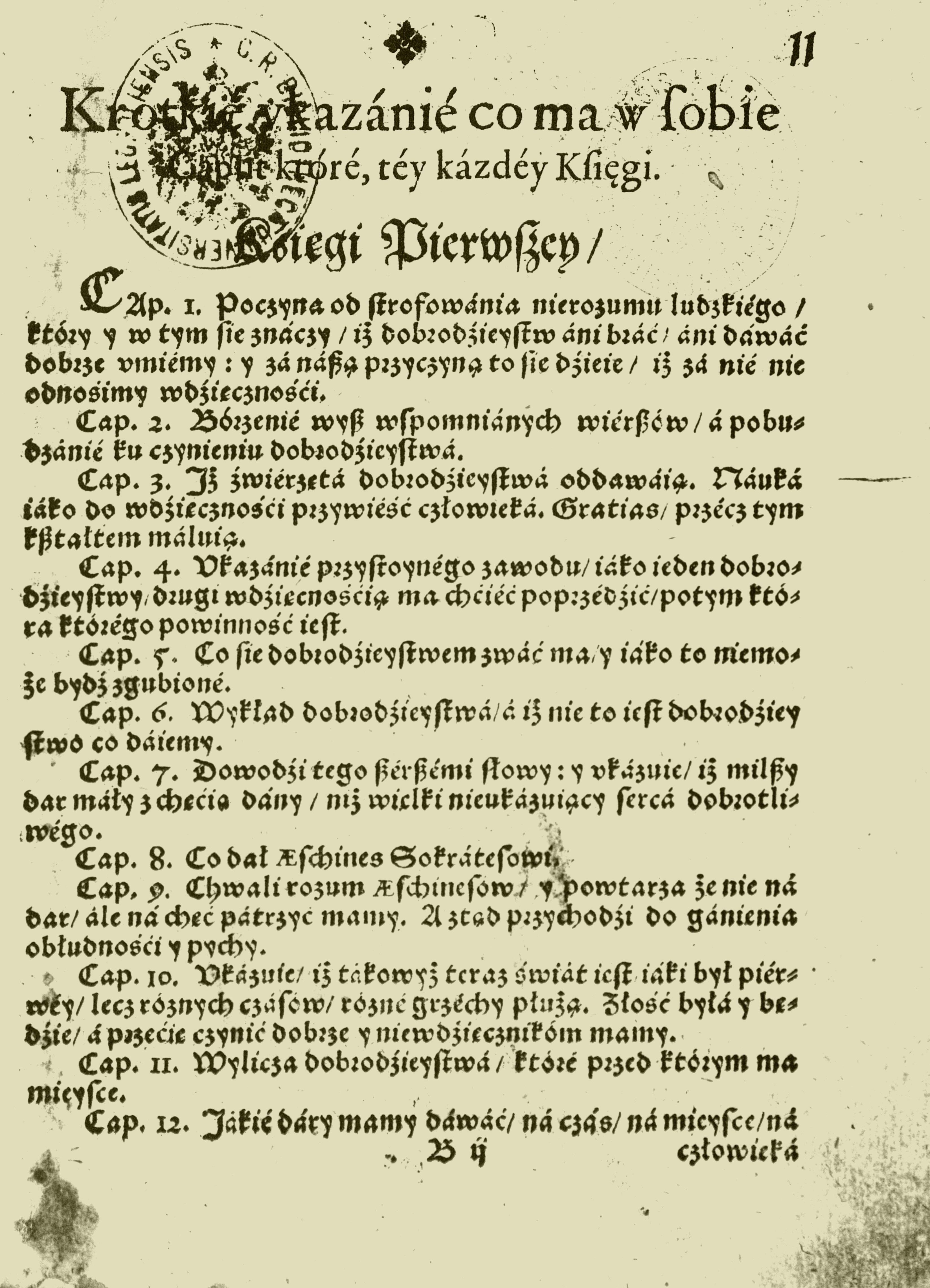
Rzecz o dobrodziejstwach z Seneki wzięcia Łukasza Górnickiego (wyd. 1593)